# 다나카 리쿠
다나카 리쿠(일본어: 田中 陸, 1999년 5월 4일~)는 일본의 축구 선수이다.

## 구단 경력
그는 2018년 J1리그의 가시와 레이솔에 입단했다. 2019년후 J2리그에 강등했다. 2020년 레노파 야마구치 FC로 이적했다. 2021년까지 62경기에 출전하여, 1득점을 넣었다. 2022년 J3리그의 SC 사가미하라로 이적했다.